# Алемани
Алеманите (на немски: Alamannen, Alemanni) са западногермански племена, които са споменати за първи път от древноримския историк Дион Касий през 213 година след Хр. За техен произход се приема тезата, че представляват обединение на различни рейногермански и свебски племенни групи в района на реките Рейн, Майн и Лех (приток на река Дунав). По-късно, като съюзници на Атила, те взимат участие в неговите походи и в Битката на Каталаунските полета през 451 година.

## Битки между алемани и римляни
- 259 – Битка при Медиоланум
- 260 – Битка при Августа Винделикорум (Аугсбург)
- 268 – Битка при Лакус Бенакус (езерото Гарда)
- 271 – Битка при Плаценция
- 271 – Битка при Фано
- 271 – Битка при Павия
- 298 – Битка при Лингон
- 298 – Битка при Виндониса
- 356 – Битка при Реймс
- 357 – Битка при Страсбург
- 367 – Битка при Солициниум
- 378 – Битка при Аргентовария